# I. e. 379
Évszázadok: i. e. 5. század – i. e. 4. század – i. e. 3. század
Évtizedek: i. e. 420-as évek – i. e. 410-es évek – i. e. 400-as évek – i. e. 390-es évek – i. e. 380-as évek – i. e. 370-es évek – i. e. 360-as évek – i. e. 350-es évek – i. e. 340-es évek – i. e. 330-as évek – i. e. 320-as évek
Évek: i. e. 384 – i. e. 383 – i. e. 382 – i. e. 381 –  i. e. 380 – i. e. 379 – i. e. 378 – i. e. 377 – i. e. 376 – i. e. 375 – i. e. 374

## Események

### Görögország
- Spárta 30 hónapos ostrom után elfoglalja Olünthoszt, legyőzi a Khalkidikéi ligát és Makedóniának kedvező békét köt vele.
- Thébai száműzöttek kis csoportja Pelopidasz vezetésével visszatér a városba és meggyilkolják a Spárta-párti kormányzat vezérét. Epaminondasz és követői fegyvereket szerez a fegyvertárból és athéni hopliták segítségével körbeveszik a spártaiak által megszállva tartott fellegvárat. Másnap a népgyűlés felszabadítóként üdvözli Pelopidaszt és társait. A spártai helyőrség szabad elvonulásért cserébe megadja magát. A Spárta-párti kormányzat is megadja magát, de őket később kivégzik.
- Thébai új, demokratikusabb formában újjászervezi a boiótiai konföderációt.

### Itália
- Rómában consuli jogkörű katonai tribunusok: Publius Manlius Capitolinus, Lucius Iulius Iullus, Marcus Albinius, Publius Trebonius, Gnaeus Manlius Vulso, Gaius Sextilius, Lucius Antistius és Gaius Erenucius.
- Publius és Gaius Manlius a volscusok ellen vezet hadjáratot, de táborukon rajtaütnek. Az év végén Praeneste ismét fellázad.
- I. Dionüsziosz, Szürakuszai ura elfoglalja a dél-itáliai Krotónt.

## Fordítás
- Ez a szócikk részben vagy egészben  a(z)   379 BC című angol Wikipédia-szócikk ezen változatának fordításán alapul.  Az eredeti cikk szerkesztőit annak laptörténete sorolja fel. Ez a jelzés csupán a megfogalmazás eredetét és a szerzői jogokat jelzi, nem szolgál a cikkben szereplő információk forrásmegjelöléseként.